# Islote Capultita
Islote Capultita är en ö i Mexiko. Den ligger i bukten Bahía La Guadalupana och hör till delstaten Sinaloa, i den västra delen av landet. Arean är 0,34 kvadratkilometer. En mindre ö, Islote Las Pelonas, ligger strax söder om Islote Capultita.